# Охара Маріко
Маріко Охара  (яп. 大原まり子; нар. 20 березня 1959, Осака, Японія) — японська письменниця-романіст та фантаст. 

## Життєпис
У підлітковому віці написала фанфік Кірк/Спок. Закінчила Сейсинський університет. Її кар'єра як письменниці почалася в 1980 році.
В 1991 її твір Haiburiddo Chairudo (Гібридне дитя) виграв нагороду Seiun Award. В 1995 вона отримала нагороду Nihon SF Taisho Award за її твір Senso-wo Enjita Kamigamitachi (Боги, які обговорювали війну). З 1997 по 1999 була членом журі Taisho awards. На цей час вона є рецензентом наукової фантастики в газеті Асахі Сімбун і членом Японської Асоціації письменників.

## Роботи
- «Girl» (Дівчина) (2007)[3]
- «The Whale that Sang on the Milky Way Network» (Кит який співав в Молочному Шляху) (2011)[4]